# Соёл
Соёл (бур. Соёл — «культура») — улус в Баргузинском районе Бурятии. Входит в сельское поселение «Баянгольское».

## География
Расположен на левобережье реки Улан-Бурга (левый приток Баргузина), в 3 км от её русла, в 15 км к северо-северо-западу от центра сельского поселения, улуса Баянгол, по западной стороне автодороги местного значения Баргузинский тракт — Хилгана — Баянгол.

## Население
| 2002 | 2010 |
| ---- | ---- |
| 198  | ↘145 |